# Ulica Kolumny w Łodzi
Ulica Kolumny w Łodzi – jedna z najdłuższych łódzkich ulic (ok. 9,3 km), posiadająca najwięcej w Łodzi numerów administracyjnych (najwyższy parzysty – 662, nieparzysty – 627), usytuowana w niezurbanizowanej części miasta, zorientowana równoleżnikowo.

## Etymologia nazwy
W 1634 przy obecnym skrzyżowaniu ulicy Kolumny z ulicą Rzgowską powstał pomnik, który stanowił najstarszy w Polsce świecki pomnik (10 lat przed Kolumną Zygmunta). Został on postawiony przy wyjeździe z ówczesnej wsi Chojny. Składał się z wysokiego czworokątnego piedestału o wysokości ok. 2m, wykonanego z czarnego marmuru oraz kolumny z szarego marmuru, o łącznej wysokości ok. 8 m. Na bokach podstawy kolumny znajdowały się trzy łacińskie inskrypcje. Najważniejsza określała fundatora i podawała datę powstania pomnika. W tłumaczeniu na polski brzmiała ona: Bogu najlepszemu, najwyższemu Jan Mulinowic, mieszczanin krakowski, wzniósł w roku pańskim 1634. Z czasem od owej kolumny zaczęto spontanicznie nazywać ulicę. 
Kolumna razem z kamieniem ku czci Tadeusza Kościuszki ustawionym u jej stóp w 1917, została zniszczona przez Niemców w pierwszych miesiącach okupacji. W 1988, wraz z powiększeniem miasta, ulica Kolumny została przedłużona aż do końca granic dawnej wsi Huta Szklana (należącej wcześniej do gminy Andrespol).
Wschodni fragment ulicy przebiega przez Zespół Przyrodniczo-Krajobrazowy „Źródła Neru”.

## Charakterystyka
Obecnie ulica w całości posiada nawierzchnię bitumiczną.